# Најранији картографски прикази Београда
Најранији картографски прикази Београда први пут се јављају на старим античким картографијама; мапи израђеној на основу података из Птоломејеве Географије и Римске путне мапе – Табуле пеутингеријане. 

## Предуслови
Београд као један од најстаријих градова у Европи, чија се прва насеља и бедеми уздижу на рту изнад ушћа реке Саве у Дунав, датирају из праисторијске Винче, 4.800 година пре нове ере. Град су основали Келти у 3. веку пре н. е, пре него што је он постао римско насеље Сингидунум.
У току вековних миграција становништва и освајача са истока запада и севера,  назив Белиград (од старобугарског Бѣлградъ и као Бѣлиградъ) први пут је забележено 878. године, док је град био у саставу Бугарске царевине, за владавине светог цара Бориса I, у чему је садржан утисак изгледа тадашње тврђаве и остао је једна од најважнијих капија како према Итоку тако и према Западу. У Таквим условима Београд и српске земље појављују се по први пут на најстаријим географским приказима европског континента у античком периоду. Подаци са ових најстаријих картографија, и у каснијем вишевековном периоду (због непознавање терена) биће дуго репродукоовани, и обележиће обновљену картографију Европе из 15. века, тако да ће не само Београд већ и територија Србије бити дуго приказивана према Птоломејевим, посредним изворима.

## Историја
Према расположивим историјским изворима данас се помињу само два дела класичних географа, или два примера античке картографије која се први пут јављају у каснијим репродукцијама:
- Птоломејеве Географије, мапе израђене према подацима Птоломеја и
- Римске путне мапе — Табуле пеутингеријане.

На обе картографије Београд је уписан под својим најстаријим познатим именом, Сингидунум (лат. Singidunum). 

### Римска путна карта света
Римска путна карта света или Табула пеутингеријана, начињена је у облику свитка са обележеном мрежом главних и споредних путева, насеља, речних 
токова, понеком планином, као и са називима римских покрајина. На мапи су приказани и назначени римски путеви који су водили преко територије Србије, дуж речних токова Дунава, Саве, Дрине, Велике Мораве, Нишаве, Тимока, Топлице и Ибра.
Облик мапе био је прилагођен потребама путника (слично данашњим туристичким картама), на начин којим је читава приказана територија неприродно издужена у правцу исток – запад. Ова карта света служила је као практичан приручник, састављена на основу података са терена из прве половине 4. века. На територији Србије уцртано је око четрдесет станица.
Путна карта Табула пеутингеријана  која приказује Београд (Singiduno) и његов положај на ушћу Саве у Дунав и друге речне токове, дуж којих су били римски путеви, насеља и планински венци, налази се у Националној библиотеци у Бечу.
Tabula Peutingeriana, segm. VII: Municipio X Iovis Pago XII Idimo XVI Horrea Margi XVII Presidio Dasmini XV Praesidio Pompei XII Gramrianis XIII Naisso XXIIII Romesiana XXV Turrib(us).
По свом садржају, у географском смислу, Појтингерова карта је богатија од карата из Птоломејеве „Географије”  јер сем топонима којима су означена насеља и реке, убележени су путеви, растојања и планински венци.

### Птоломејева „Географија”
Бројна достигнућа античке науке у области астрономије и географије систематизована су и обједињена у радовима Клаудија Птоломеја, прослављеног астронома и географа александријске школе. Територија Србије у овој систематизацији обухваћена је у оквирима римских провинција Доње Паноније и Горње Мезије, али ипак у целини гледано, њен опис остаје на нивоу грубе географске скице.
На мапама рађеним према Птоломејевој „Географија” први пут су назначене географске ширине и дужине за сваку тачку. Међутим подаци уношени за Београд и данашњу Србију биле су у незнатном броју, јер су подаци уношени на основу непосредног увида.
Међу 27 карата и 8 књига Птоломејеве „Географија“, односно на деветој табли Европе према латинском рукопису Urbinas 82 записана су имена насеља међу којима и Singidunum (Београд), Taurunum (Земун) и Tricornium (Ритопек) на данашњој територији Београда. Градови су обележени топографским знацима, правоугаоником, а неки од њих другим графичким симболом који означава каструм. Карте прате текст Птоломејеве географије на којима се види положај и распоред важнијих насеља са назнакама врсте насеља и именима, али често исписаним на погрешном месту.
Непознавање терена обележиће и обновљену картографију 15. века а Београд и територија Србије биће приказивана према Птоломејевим, посредним изворима.
Називи места на старим картама данашње територије Београда.
| Аутор                                | Београд    | Земун    | Ритопек    | Гроцка      |
| ------------------------------------ | ---------- | -------- | ---------- | ----------- |
| Птоломејева „Географија” (100 — 178) | Singidunum | Taurunum | Tricornium |             |
| Конрад Појтингер (1465 — 1547)       | Singiduno  | Tauruno  | Tricornio  | Monte Aureo |